# Shemhamphorasch

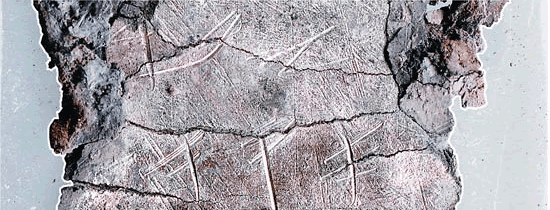
Porzione di scrittura ebraica su rotolo d'argento, che mostra la prima iscrizione del Tetragramma biblico nel contesto della "Benedizione Sacerdotale" - datata verso il 600 p.e.v. (Rinvenuta a Gerusalemme nel 1979)

Shemhamphorasch è una alterazione del termine ebraico Shem ha-Mephorash (ebr. שם המפורש), usato in era tannaitica per riferirsi al Tetragramma.
Nella prima Cabala, il termine veniva a volte utilizzato per designare un nome di Dio composto da 72 lettere, e a volte per un nome di Dio di 42 lettere. Rashi afferma che Shem ha-Mephorash era usato per un nome di 42 lettere, ma Maimonide credeva che Shem ha-Mephorash fosse usato solo per il Tetragramma, formato appunto da quattro lettere.
Un nome di Dio di 216 lettere si trova in fonti cabalistiche ebraiche (citato sia da Tosafot che dai cabalisti), ma anche in quelle cristiane e nella Cabala ermetica, derivando dai 72 gruppi di tre lettere, con ognuna di queste terzine che si origina dal nome di un angelo o intelligenza.
Varie ortografie includono Shemhamforash, Shemhamphorae, Shemhamphorash, Shemahamphorasch, Shemhamphoresh, Shem ha-Mephoresh, Shem ha-Mephorash, Shemhamphoresch, shem hamitfaresh.

## Storia e derivazioni
Il significato esatto del termine è in gran parte ignoto; ma poiché il Tetragramma viene chiamato anche "Shem ha-Meyuḥad", si può dedurre che "meyuḥad" sia usato altrove nella terminologia delle scuole Tannaim quale sinonimo dei "meforash", entrambe le parole designando qualcosa che si distingue con le sue caratteristiche da altri oggetti del suo tipo. In connessione con "shem" (= "il Nome [di Dio]"), entrambi i termini che significano anche "eccelso". Quindi "Shem ha-Meforash" denota il nome di Dio che differisce da tutti gli altri nomi attribuitiGli ed è, di conseguenza, il nome eccellente, il Tetragrammatòn. Nell'antica esegesi di Numeri 6:27 ("il mio nome") una versione (Sifre ad loc.) menziona "Shem ha-Meforash", l'altra (Soṭah 38a) "Shem ha-Meyuḥad."
Shemhamphorasch è comunque una corruzione linguistica di Shem ha-Mephorash (ebraico: "il nome esplicito", che può anche essere tradotto "il nome interpretato"). Come si è detto, in ebraico il suo uso primario è applicato al Tetragramma, il nome di Dio composta da e che non deve essere pronunciato, o detto "esplicitamente".

## Obiezioni a pronunciare il Tetragramma

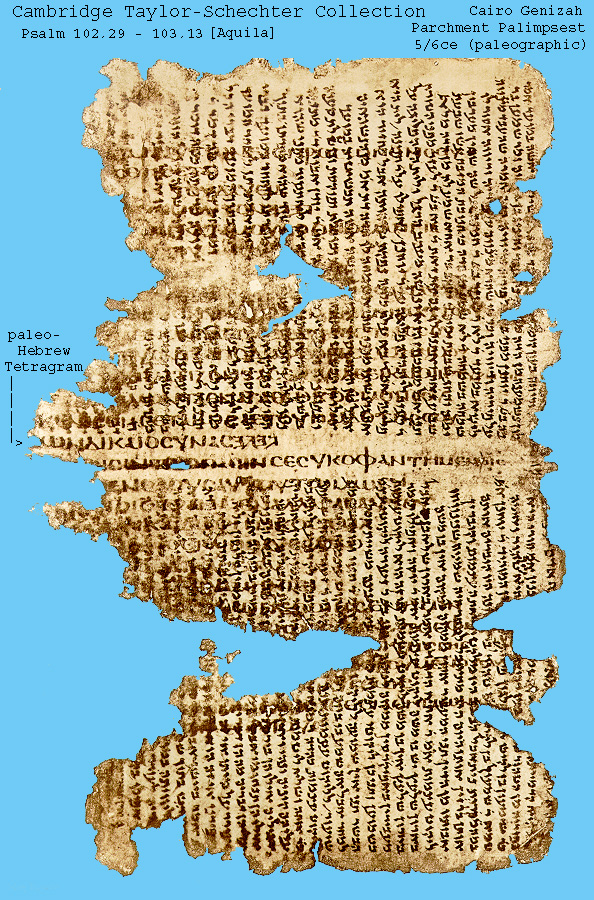
Frammento dell'Esapla

La prima istanza del profondo timore di pronunciare il Tetragramma, e l'uso invece della parafrasi "Adonai", si trova nella traduzione della Septuaginta Κύριος = "Signore". I Samaritani leggevano il Nome dalle Quattro Lettere come "Shemà", l'equivalente aramaico di השם ("il Nome") che, anche senza la parola di qualificazione, connota lo Shemhamphorasch nella lingua dei Tannaim, come nella massima di Abba Saul citata. Secondo la parafrasi di Flavio Giuseppe di Esodo 3, "Dio gli [a Mosè] dichiarò il Suo Nome Santo, che non era mai stato prima rivelato all'uomo, in merito al quale non mi è lecito dire di più" (Antichità giudaiche II. 12, § 4). Quando Aquila di Sinope fece la sua traduzione della Bibbia che, nello spirito dell'esegesi biblica di Rabbi Akiba, aderiva al testo con estrema rigidità, non poteva seguire la Septuaginta, con Κύριος che era solo una parafrasi libera del nome di Dio. Poiché, dunque, non poteva darne una rappresentazione esatta, introdusse la parola nel corpo della sua traduzione scrivendola IIIIII, una forma che si trova nel manoscritto siro-esaplare della Septuaginta (come rielaborata da Origene di Alessandria nella sua Esapla) ed è la rappresentazione in alfabeto greco delle lettere יהוה lette da sinistra a destra.

Il simbolo YHWH in siriaco

Il resoconto del Tanna Rabbi Ṭarfon sulla pronuncia del Nome Divino, che affermava che la voce del Sommo Sacerdote veniva coperta dal canto dei sacerdoti, conferma la dichiarazione sincrona (Talmud gerosolimitano, Yoma 40b), che in passato il Sommo Sacerdote del Tempio di Gerusalemme pronunciava il Nome ad alta voce, ma che in seguito, quando l'immoralità era diventata sempre più diffusa, egli abbassò la voce per timore che il nome venisse ascoltato da coloro che erano indegni di sentirlo. La Mishnah (Berakhot, alla fine) menziona anche un'invocazione del Tetragramma al di fuori del Santuario, che era permessa e persino comandata, asserendo che "è stato ordinato che il Nome di Dio debba essere utilizzato nelle forme ordinarie di saluto, che sia la stessa di quelle scambiate tra Boaz e i mietitori (Rut 2:2), o il saluto dell'angelo a Gedeone (Giudici 6:12)." Secondo lo storico Heinrich Graetz (Gesch. 2ª ed., IV.458), questo provvedimento fu dato al momento della rivolta di Bar Kochba e il saluto, che conteneva il Tetragramma al posto della parola "Adonai" (="Signore"), era la parola d'ordine che distingueva gli ebrei dai giudeo-cristiani, che consideravano anche Gesù come Signore. Un aggadista del III secolo, Abba bar Kahana, afferma (Midrash Teh. su Salmi xxxvi, fine) che "due generazioni utilizzavano Shem ha-Meforash, gli uomini della Grande Sinagoga e quelli del periodo della 'shemad '[la persecuzione adrianea]." Secondo Sanhedrin vii. 5, una bestemmia vera viene commessa solo quando il bestemmiatore pronuncia proprio il Tetragramma ("Shem ha-Meyuḥad"; cfr. Sifra, Emor, XIX [a cura di Weiss, p. 104d]).
Questi dati indicano che la paura a lungo sanzionata di pronunciare il Shem ha-Meforash non era affatto senza eccezioni, e che la pronuncia corretta non era sconosciuta. Abba Saul (II secolo) condannò la profanazione del Tetragramma classificando coloro "che pronunciano il Nome secondo le sue lettere" con coloro che non hanno parte nel mondo futuro (Sanhedrin x. 1), e secondo Avodah Zarah 17b, uno dei martiri del tempo di Adriano, Haninah ben Teradion, fu bruciato sul rogo perché aveva pronunciato così il Nome. Un Amora palestinese del terzo secolo (Mana il Vecchio) esemplifica l'apotegma di Abba Saul (Yer. Sanh 28b, di cui supra) con la dichiarazione: "come, ad esempio, i Samaritani che giurano" – voleva dire in tal modo che nei loro giuramenti i Samaritani pronunciavano il Tetragramma esattamente come era scritto. Secondo Teodoreto di Cirro, il padre della chiesa greca che fiorì nel V secolo, gli davano il suono di Ἰαβέ
Lo Shemhamphorasch come oggetto della conoscenza esoterica di studiosi, appare nella dichiarazione del saggio Yochanan (Ḳid. 71a): "Una volta alla settimana i saggi danno ai loro allievi il Nome dalle Quattro Lettere". Tuttavia un passo tannaitico in Ger. Yoma 40d, dice: "In passato il nome veniva stato insegnato a tutti, ma quando l'immoralità aumentò, fu riservato al pio", sebbene questa affermazione si riferisca, secondo la baraita in Ḳid. 71a, all'insegnamento ai sacerdoti del Nome dalle Dodici Lettere. Si racconta che nel IV secolo il noto haggadista Fineas ben Ḥama rifiutasse l'offerta di un medico (o di un uomo dal nome di Assi) di Zippori di "insegnargli il Nome" (Talmud gerosolimitano, Yoma 40d), mentre un altro studioso dello stesso secolo si offrì di "trasmettere il Nome" all'amora Rabbi Ḥanina di Zippori, sebbene ciò non accaddesse (ibid.). Si racconta anche l'aneddoto curioso (ibid.) che Samuel (un amora babilonese del terzo secolo) sentì un persiano che malediceva suo figlio utilizzando il Tetragramma (secondo Eccl. R. iii. 11, tuttavia, era una donna persiana che malediceva suo figlio). Questa storia presuppone che il gentile fosse riuscito a ottenere conoscenza del Shemhamphorasch, che veniva usato come una formula magica.

## Nella Cabala
Fin dai primi tempi il Tetragramma è stato un elemento molto importante nel misticismo ebraico. Se ne discute anche nel testo, apocrifo secondo il Canone della Bibbia ebraica, "Sefer Ḥanok." Ci sono diversi altri nomi, oltre al Tetragrammatòn, che sono designati in base al numero delle loro lettere, come il Nome dalle  Dodici Lettere e il Nome dalle Quarantadue Lettere (cfr. Ḳid. 71a; Bacher, Ag. Bab. Amor. pp. 17 et seq.), e il Nome dalle Settantadue Lettere (cfr. Levitico Rabbah xxiii; Genesi Rabbah xliv). Divenne poi corrente l'opinione che il Sommo Sacerdote pronunciasse nel Giorno dell'Espiazione (Yom Kippur) il Nome dalle Quarantadue Lettere (Hai Gaon, loc. cit.), e sembra da due osservazioni di Rashi (su Sanhedrin 60a e su Eruvin 18b) che vi fosse una credenza generale per cui il Nome dalle Quarantadue Lettere era rappresentato dallo Shemhamphorasch. Maimonide si oppose a questa idea con l'affermazione esplicita che יהוה è lo Shemhamphorasch ("Yad", Yesode ha-Torah, vi. 2; ibid. Tefillah, xiv. 10; idem, "Moreh Nevukhim" i. 62).

### Il nome a 216 lettere
Il nome stesso deriva da Esodo 14:19-21, tre versetti ciascuno composti da 72 lettere; scrivendole in forma di  boustrophedon in modo che la seconda riga sia invertita e raggruppando le lettere in colonne di tre (vedasi tabella qui sotto), vengono formati i nomi di 72 angeli o intelligenze o i 72 Nomi di Dio. La tabella ha quattro righe principali, ognuna delle quali ha tre sottorighe e diciotto colonne. Ciascuna riga contiene quindi 54 lettere, in questa espressione: 54 × 4 = 216. In tal modo viene codificato anche il Nome di Dio composto dalle duecentosedici lettere. Altri relativi calcoli matematici rivelano che 216 / 3 = 72, oppure 3 × 72 = 216.
(Esodo 14:19)
(Esodo 14:20)
(Esodo 14:21)
La disposizione delle lettere ebraiche (con la traslitterazione dell'alfabeto romano) è la seguente:
| Shemhamphorasch: Il Nome Diviso | Shemhamphorasch: Il Nome Diviso | Shemhamphorasch: Il Nome Diviso | Shemhamphorasch: Il Nome Diviso | Shemhamphorasch: Il Nome Diviso | Shemhamphorasch: Il Nome Diviso | Shemhamphorasch: Il Nome Diviso | Shemhamphorasch: Il Nome Diviso | Shemhamphorasch: Il Nome Diviso | Shemhamphorasch: Il Nome Diviso | Shemhamphorasch: Il Nome Diviso | Shemhamphorasch: Il Nome Diviso | Shemhamphorasch: Il Nome Diviso | Shemhamphorasch: Il Nome Diviso | Shemhamphorasch: Il Nome Diviso | Shemhamphorasch: Il Nome Diviso | Shemhamphorasch: Il Nome Diviso | Shemhamphorasch: Il Nome Diviso | Shemhamphorasch: Il Nome Diviso |
|                                 | 18                              | 17                              | 16                              | 15                              | 14                              | 13                              | 12                              | 11                              | 10                              | 9                               | 8                               | 7                               | 6                               | 5                               | 4                               | 3                               | 2                               | 1                               |
| ------------------------------- | ------------------------------- | ------------------------------- | ------------------------------- | ------------------------------- | ------------------------------- | ------------------------------- | ------------------------------- | ------------------------------- | ------------------------------- | ------------------------------- | ------------------------------- | ------------------------------- | ------------------------------- | ------------------------------- | ------------------------------- | ------------------------------- | ------------------------------- | ------------------------------- |
| י                               | ך K                             | ל L                             | ה H                             | ה H                             | ם M                             | י I                             | ה H                             | ל L                             | א A                             | ה H                             | ך K                             | א A                             | ל L                             | מ M                             | ע O                             | ס S                             | י I                             | ו V                             |
| י                               | ל L                             | א A                             | ק Q                             | ר R                             | ב B                             | ז Z                             | ה H                             | א A                             | ל L                             | ז Z                             | ה H                             | כ K                             | ל L                             | ה H                             | ל L                             | י I                             | ל L                             | ה H                             |
| י                               | י I                             | ו V                             | ם M                             | י I                             | ה H                             | ל L                             | ע O                             | ו V                             | ד D                             | י I                             | ת Th                            | א A                             | ה H                             | ש Sh                            | מ M                             | ט T                             | י I                             | ו V                             |
|                                 |                                 |                                 |                                 |                                 |                                 |                                 |                                 |                                 |                                 |                                 |                                 |                                 |                                 |                                 |                                 |                                 |                                 |                                 |
|                                 | 36                              | 35                              | 34                              | 33                              | 32                              | 31                              | 30                              | 29                              | 28                              | 27                              | 26                              | 25                              | 24                              | 23                              | 22                              | 21                              | 20                              | 19                              |
| ה                               | מ M                             | ך K                             | ל L                             | י I                             | ו V                             | ל L                             | א A                             | ר R                             | ש Sh                            | י I                             | ה H                             | נ N                             | ח Ch                            | מ M                             | י I                             | נ N                             | פ P                             | ל L                             |
| ה                               | ן N                             | ו V                             | ה H                             | ח Ch                            | ש Sh                            | ך K                             | ו V                             | י I                             | א A                             | ר R                             | א A                             | ת Th                            | ה H                             | ל L                             | י I                             | ל L                             | ה H                             | ו V                             |
| ה                               | ד D                             | ק Q                             | ח Ch                            | ו V                             | ר R                             | ב B                             | ם M                             | י I                             | ה H                             | ת Th                            | א A                             | ה H                             | ו V                             | ה H                             | י I                             | ך K                             | ל L                             | ו V                             |
|                                 |                                 |                                 |                                 |                                 |                                 |                                 |                                 |                                 |                                 |                                 |                                 |                                 |                                 |                                 |                                 |                                 |                                 |                                 |
|                                 | 54                              | 53                              | 52                              | 51                              | 50                              | 49                              | 48                              | 47                              | 46                              | 45                              | 44                              | 43                              | 42                              | 41                              | 40                              | 39                              | 38                              | 37                              |
| ו                               | ן N                             | נ N                             | ע O                             | ה H                             | ד D                             | ו V                             | מ M                             | ע O                             | ע O                             | ס S                             | י I                             | ו V                             | ם M                             | ה H                             | י I                             | ר R                             | ח Ch                            | א A                             |
| ו                               | י I                             | נ N                             | מ M                             | ח Ch                            | נ N                             | ה H                             | י I                             | ש Sh                            | ר R                             | א A                             | ל L                             | ו V                             | י I                             | ה H                             | י I                             | ה H                             | ע O                             | נ N                             |
| ו                               | ת Th                            | א A                             | ם M                             | ש Sh                            | י I                             | ו V                             | ה H                             | ל L                             | י I                             | ל L                             | ה H                             | ל L                             | כ K                             | ה H                             | ז Z                             | ע O                             | ם M                             | י I                             |
|                                 |                                 |                                 |                                 |                                 |                                 |                                 |                                 |                                 |                                 |                                 |                                 |                                 |                                 |                                 |                                 |                                 |                                 |                                 |
|                                 | 72                              | 71                              | 70                              | 69                              | 68                              | 67                              | 66                              | 65                              | 64                              | 63                              | 62                              | 61                              | 60                              | 59                              | 58                              | 57                              | 56                              | 55                              |
| ה                               | ם M                             | ה H                             | י I                             | ר R                             | ח Ch                            | א A                             | מ M                             | ד D                             | מ M                             | ע O                             | י I                             | ו V                             | ם M                             | ה H                             | י I                             | נ N                             | פ P                             | מ M                             |
| ה                               | ו V                             | י I                             | ב B                             | א A                             | ב B                             | י I                             | ן N                             | מ M                             | ח Ch                            | נ N                             | ה H                             | מ M                             | צ Tz                            | ר R                             | י I                             | ם M                             | ו V                             | ב B                             |
| ה                               | ם M                             | י I                             | מ M                             | ה H                             | ו V                             | ע O                             | ק Q                             | ב B                             | י I                             | ו V                             | ה H                             | ב B                             | ר R                             | ח Ch                            | ל L                             | ם M                             | י I                             | ה H                             |

Si veda la sezione Angeli e Demoni per la lista di nomi che ne deriva

### Angeli e demoni
I cabalisti e gli ermeticisti hanno proposto certe corrispondenze tra i 72 nomi dello Shemhamphorasch e una ampia varietà di altre cose, tra cui i Salmi, i Tarocchi e così via. È a causa della flessibilità (e coefficienza numerica) dello Shemhamphorasch che molti maghi cerimoniali lo ritengono la chiave della creazione di tutte le cose e di tutte le arti. I nomi sono stati a lungo associati a 72 angeli, come anche a 72 demoni (come esposto nel Lemegeton o  Piccola Chiave di Salomone), che secondo la tradizione e la leggenda dei grimori possono creare o distruggere l'organizzazione o disorganizzazione degli elementi nella creazione della realtà materiale.
| Nr. | Angelo             | Demonio        | Lettere | Decano     |
| --- | ------------------ | -------------- | ------- | ---------- |
| 1   | Vehu / Vehuiah     | Bael           | VHV     | Ariete     |
| 2   | Yeli / Ieliel      | Agares         | YLY     |            |
| 3   | Sit / Sitael       | Vassago        | SIT     |            |
| 4   | Aulem / Elemiah    | Gamigin        | OoLM    |            |
| 5   | Mahash / Mahasiah  | Barbas         | MHSh    |            |
| 6   | Lelah / Lelahel    | Valefar        | LLH     |            |
| 7   | Aka / Aehaiah      | Amon           | AKA     | Leone      |
| 8   | Kahath / Cahethel  | Barbatos       | KHTh    |            |
| 9   | Hezi / Haziel      | Paimon         | HZI     |            |
| 10  | Elad / Aladiah     | Buer           | ALD     |            |
| 11  | Lav / Lauiah       | Gusion         | LAV     |            |
| 12  | Hahau / Hahaziah   | Sitri          | HHO     |            |
| 13  | Yezel / Ieiazel    | Beleth         | IZL     | Sagittario |
| 14  | Mebha / Mebahel    | Leraje         | MBH     |            |
| 15  | Heri / Hariel      | Eligor         | HRI     |            |
| 16  | Haquem / Hakamiah  | Separ          | HQM     |            |
| 17  | Lau / Leviah       | Botis          | LAV     |            |
| 18  | Keli / Caliel      | Bathin         | KLI     |            |
| 19  | Levo / Leuuiah     | Saleos         | LVV     | Cancro     |
| 20  | Pahel / Pahaliah   | Purson         | PHL     |            |
| 21  | Nelak / Nelchael   | Morax          | NLK     |            |
| 22  | Yiai / Ieiaiel     | Ipos           | YYY     |            |
| 23  | Melah / Melahel    | Aim            | MLH     |            |
| 24  | Chaho / Hahuiah    | Naberius       | ChHV    |            |
| 25  | Nethah / Nithaiah  | Glasya-Labolas | NThH    | Scorpione  |
| 26  | Haa / Haaiah       | Bune           | HAA     |            |
| 27  | Yereth / Ierathel  | Ronove         | YLTh    |            |
| 28  | Shaah / Seehiah    | Berith         | ShAH    |            |
| 29  | Riyi / Reiiel      | Astaroth       | RYY     |            |
| 30  | Aum / Omael        | Forneus        | AUM     |            |
| 31  | Lekab / Lecabel    | Foras          | LKB     | Pesci      |
| 32  | Vesher / Vasiariah | Asmodai        | VShR    |            |
| 33  | Yecho / Iehuiah    | Gaap           | YChV    |            |
| 34  | Lehach / Lehahiah  | Furfur         | LHCh    |            |
| 35  | Kaveq / Chavakiak  | Marchosias     | KVQ     |            |
| 36  | Menad / Monadel    | Stolas         | MND     |            |

| Nr. | Angelo             | Demonio     | Lettere | Decano     |
| --- | ------------------ | ----------- | ------- | ---------- |
| 37  | Ani / Aniel        | Phenex      | ANI     | Bilancia   |
| 38  | Chaum / Haamiah    | Malthus     | ChOM    |            |
| 39  | Rehau / Rehael     | Malphas     | RHO     |            |
| 40  | Yeiz / Ihiazel     | Raum        | YYZ     |            |
| 41  | Hahah / Hahahel    | Focalor     | HHH     |            |
| 42  | Mik / Michael      | Sabnock     | MIK     |            |
| 43  | Veval / Vevaliah   | Vepar       | VVL     | Aquario    |
| 44  | Yelah / Ielahiah   | Shax        | YLH     |            |
| 45  | Sael / Sealiah     | Vine        | SAL     |            |
| 46  | Auri / Ariel       | Bifrons     | ORI     |            |
| 47  | Aushal / Asaliah   | Vual        | OShL    |            |
| 48  | Milah / Mihael     | Haagenti    | MIH     |            |
| 49  | Vaho / Vehuel      | Crocell     | VHV     | Gemelli    |
| 50  | Doni / Daniel      | Furcas      | DNY     |            |
| 51  | Hachash / Hahaziah | Balam       | HChSh   |            |
| 52  | Aumem / Imamiah    | Alocer      | OMM     |            |
| 53  | Nena / Nanael      | Caim        | NNA     |            |
| 54  | Neith / Nithael    | Murmur      | NITh    |            |
| 55  | Mabeth / Mebahiah  | Orobas      | MBH     | Capricorno |
| 56  | Poi / Poiel        | Gremory     | PVI     |            |
| 57  | Nemem / Nemamaih   | Ose         | NMM     |            |
| 58  | Yeil / Ieilael     | Amy         | YYL     |            |
| 59  | Harach / Harahel   | Orias       | HRCh    |            |
| 60  | Metzer / Mizrael   | Vapula      | MTzR    |            |
| 61  | Vamet / Umabel     | Zagan       | VMK     | Toro       |
| 62  | Yehah / Iahhel     | Valac       | IHH     |            |
| 63  | Aunu / Annauel     | Andras      | ONV     |            |
| 64  | Machi / Mehekiel   | Flauros     | MChI    |            |
| 65  | Dameb / Damabiah   | Andrealphus | DMB     |            |
| 66  | Menak / Meniel     | Cimeries    | MNQ     |            |
| 67  | Asau / Eiael       | Amduscias   | AIO     | Vergine    |
| 68  | Chebo / Habuiah    | Belial      | ChBV    |            |
| 69  | Raah / Rochel      | Decarabia   | RAH     |            |
| 70  | Yekem / Iibamiah   | Seere       | IBM     |            |
| 71  | Haiai / Haiaiel    | Dantalian   | HYY     |            |
| 72  | Moum / Mumiah      | Andromalius | MVM     |            |

## Goetia

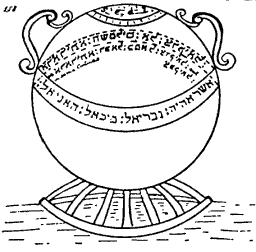
Il vaso bronzeo di Salomone

Secondo la tradizione magica europea, si racconta che Re Salomone abbia evocato 72 demoni, rinchiudendoli in un vaso di bronzo sigillato con simboli magici, e li abbia obbligati a lavorare per lui (questa convinzione deriva anche dall'opera apocrifa, Il Testamento di Salomone, dove dei demoni furono portati a Salomone ed egli li costrinse a costruire il Tempio di Salomone per mezzo di anelli magici). Questi demoni sono catalogati in vari grimori magici, in particolare nel Lemegeton o Piccola Chiave di Salomone, che dà descrizioni dei loro poteri, aspetto e comportamenti, nonché le istruzioni per controllarli.
In base ai pareri di coloro che cercano di trovare coerenza in questa associazione con il Shemhamphorasch, questi demoni potrebbero essere sigilli in base all'inversione dei nomi a tre lettere degli angeli. Utilizzando i nomi invertiti e i sigilli, si sarebbe in grado di evocare i diversi demoni per favori vari che possono causare eventi distruttivi. È da qui che si ritiene che Anton LaVey, fondatore della Chiesa di Satana, abbia ottenuto la parola indicata nella sezione Satanismo qui di seguito.

## Tarocchi occulti

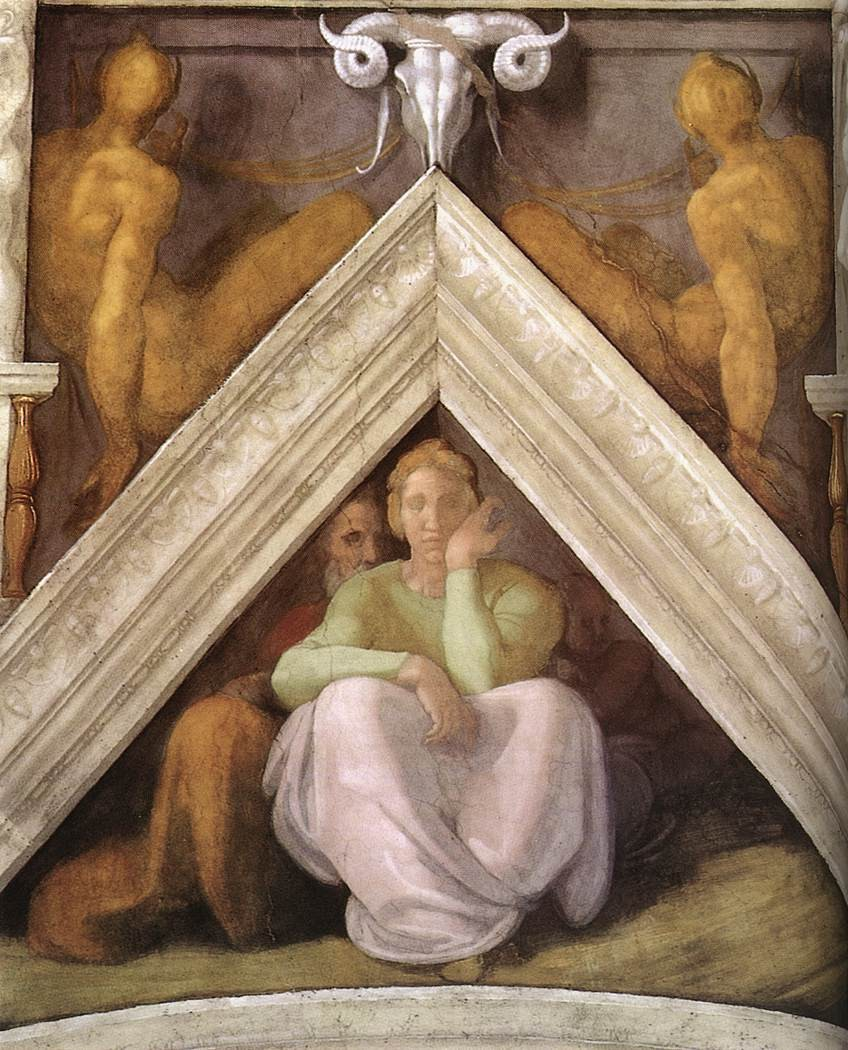
Cappella Sistina: Nudi bronzei sulla Vela sopra Iesse, Davide e Salomone (Michelangelo)

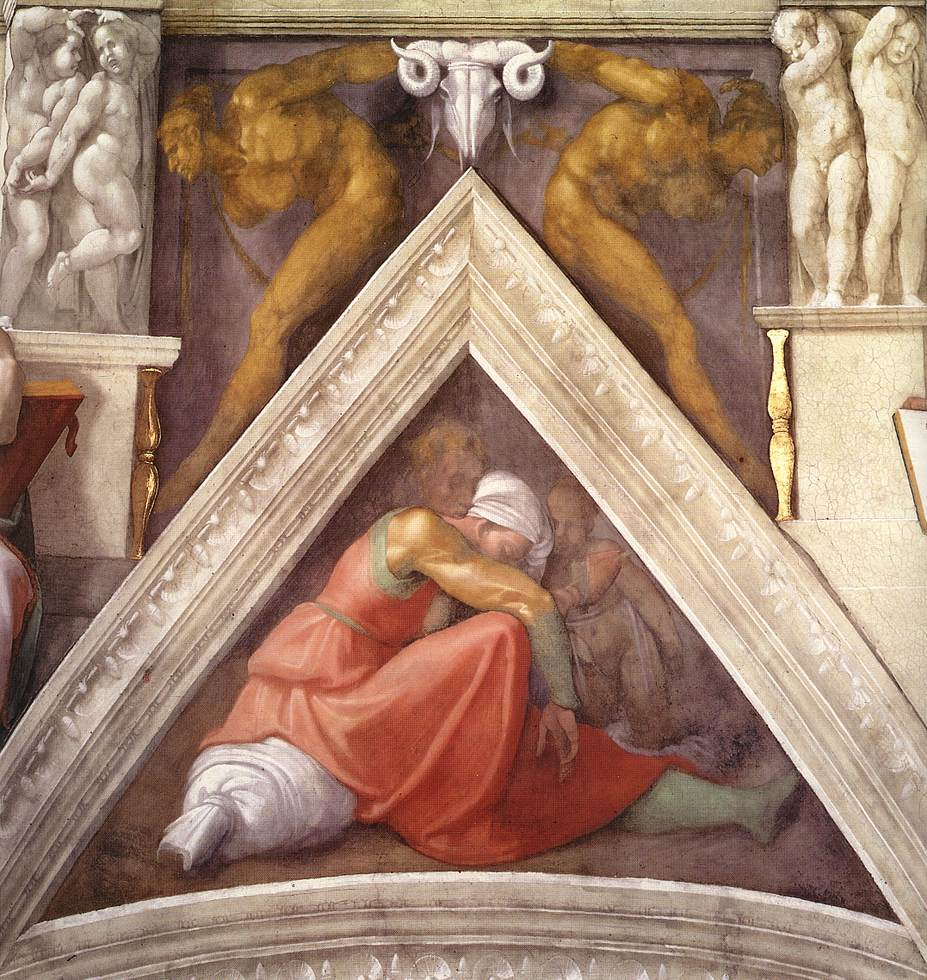
Cappella Sistina: Nudi bronzei sulla Vela sopra Asaf, Giosafat e Ioram (Michelangelo)

Il primo collegamento conosciuto tra Shemhamphorasch e i Tarocchi fu fatto da Eliphas Lévi nel suo Clefs Majeurs et Clavicules de Salomon, pubblicato 20 anni dopo la sua morte nel 1875, in cui egli divide i 72 nomi in coppie e attribuisce ogni coppia ad una delle quattro figure dei semi o ai dieci numeri, o a uno dei 22 Arcani maggiori, per un totale di 36 coppie.
Ciò è stato ulteriormente approfondito nel Libro T dell'Hermetic Order of the Golden Dawn ("Ordine Ermetico dell'Alba Dorata"), ribattezzato Liber 78 da Aleister Crowley quando lo pubblicò sul suo periodico occulto The Equinox. Nel sistema promulgato dalla Golden Dawn e da Crowley, 36 coppie di angeli (o "diaconi") hanno ciascuno il dominio di un dato segmento di 10 gradi dello Zodiaco, e su questi vengono mappate le carte a numero (esclusi gli assi) dei quattro semi (vedasi tabella più sotto).
In arte lo Shemhamphorasch può esser visto nel soffitto della Cappella Sistina. L'affresco di Michelangelo ha un disegno architettonico di 24 colonne. Su ognuna di queste colonne ci sono due cherubini, che sono proiettati specularmente sulla colonna adiacente per un totale di 48 figure di cherubini. Poi sulle 12 vele triangolari che fiancheggiano i bordi del soffitto ci sono altre 24 figure nude (due figure bronzee nude per vela triangolare) anch'esse che si rispecchiano a vicenda. Il tutto ammonta a 72 cherubini o 72 angeli di Dio o nomi di Dio. Questa raffigurazione di 48 cherubini e 24 figure bronzee nude coincide perfettamente con la lettura dei tre versi in Esodo 14:19-21. Sotto questo ciclo di angeli sono posti 7 profeti e 5 oracoli sibillini, che sono modellati secondo lo Zodiaco (o Calendario annuale). Sotto ci sono i 33 antenati di Cristo, più 3 simboli aggiuntivi che denotano il 36 decani dello Zodiaco. È interessante notare che lo Zodiaco/Calendario e i 36 decani accoppiati con la sequenza numerica dell'Empireo (nove pannelli centrali) sul soffitto della Cappella Sistina rivelano l'apertura dei 56 Arcani minori dei Tarocchi.
| Carta       | Dominio    | Angeli                | Carta        | Dominio    | Angeli              | Carta       | Dominio    | Angeli               |
| ----------- | ---------- | --------------------- | ------------ | ---------- | ------------------- | ----------- | ---------- | -------------------- |
| 2 Bastoni   | 0°–10° ♈  | Vaho'el Doni'el       | 5 Bastoni    | 0°–10° ♌  | Vehuiah Yeli'el     | 8 Bastoni   | 0°–10° ♐  | Nethahiah Ha'a'iah   |
| 3 Bastoni   | 10°–20° ♈ | Hachashiah Aumemiah   | 6 Bastoni    | 10°–20° ♌ | Sita'el "Aulemiah   | 9 Bastoni   | 10°–20° ♐ | Yeletha'el Sha'ahiah |
| 4 Bastoni   | 20°–30° ♈ | Nen'a'el Neitha'el    | 7 Bastoni    | 20°–30° ♌ | Mahashiah Lelaha'el | 10 Bastoni  | 20°–30° ♐ | Riyiel Auma'el       |
| 5 Pentacoli | 0°–10° ♉  | Mabehiah Poi'el       | 8 Pentacoli  | 0°–10° ♍  | 'Aka'iah Kahatha'el | 2 Pentacoli | 0°–10° ♑  | Lekaba'el Vesheriah  |
| 6 Pentacoli | 10°–20° ♉ | Nememiah Yeila'el     | 9 Pentacoli  | 10°–20° ♍ | Hezi'el Eladiah     | 3 Pentacoli | 10°–20° ♑ | Yechoiah Lehachiah   |
| 7 Pentacoli | 20°–30° ♉ | Haracha'el Metzera'el | 10 Pentacoli | 20°–30° ♍ | L'aviah Hahauiah    | 4 Pentacoli | 20°–30° ♑ | Kaveqiah Menada'el   |
| 8 Spade     | 0°–10° ♊  | Vameka'el Yehah'el    | 2 Spade      | 0°–10° ♎  | Yezela'el Mebha'el  | 5 Spade     | 0°–10° ♒  | 'Ani'el Cha"umiah    |
| 9 Spade     | 10°–20° ♊ | Aunu'el Machi'el      | 3 Spade      | 10°–20° ♎ | Heri'el Haqemiah    | 6 Spade     | 10°–20° ♒ | Reha"u'el Yeiza'el   |
| 10 Spade    | 20°–30° ♊ | Damebiah Menaqa'el    | 4 Spade      | 20°–30° ♎ | La'uiah Keli'el     | 7 Spade     | 20°–30° ♒ | Hahah'el Mika'el     |
| 2 Coppe     | 0°–10° ♋  | 'Aia"u'el Cheboiah    | 5 Coppe      | 0°–10° ♏  | Levoiah Paheliah    | 8 Coppe     | 0°–10° ♓  | Vevaliah Yelahiah    |
| 3 Coppe     | 10°–20° ♋ | Ra'ah'el Yebemiah     | 6 Coppe      | 10°–20° ♏ | Nelaka'el Yiai'el   | 9 Coppe     | 10°–20° ♓ | Sa'eliah "Auri'el    |
| 4 Coppe     | 20°–30° ♋ | Haiai'el Moumiah      | 7 Coppe      | 20°–30° ♏ | Melah'el Chahoah    | 10 Coppe    | 20°–30° ♓ | "Aushaliah Miah'el   |

## Satanismo
Membri che appartengono alla Chiesa di Satana firmano lettere e messaggi email, e conducono rituali, con la parola "Shemhamforash", sebbene la loro versione sia di differente significato e contenga 72 nomi di demoni, non nomi di angeli o di Dio.
La parola "Shemhamforash" viene pronunciata durante i riti della Chiesa di Satana, spesso seguita da Ave Satana!, come descritto nella Bibbia Satanica di Anton LaVey.

## Cultura di massa

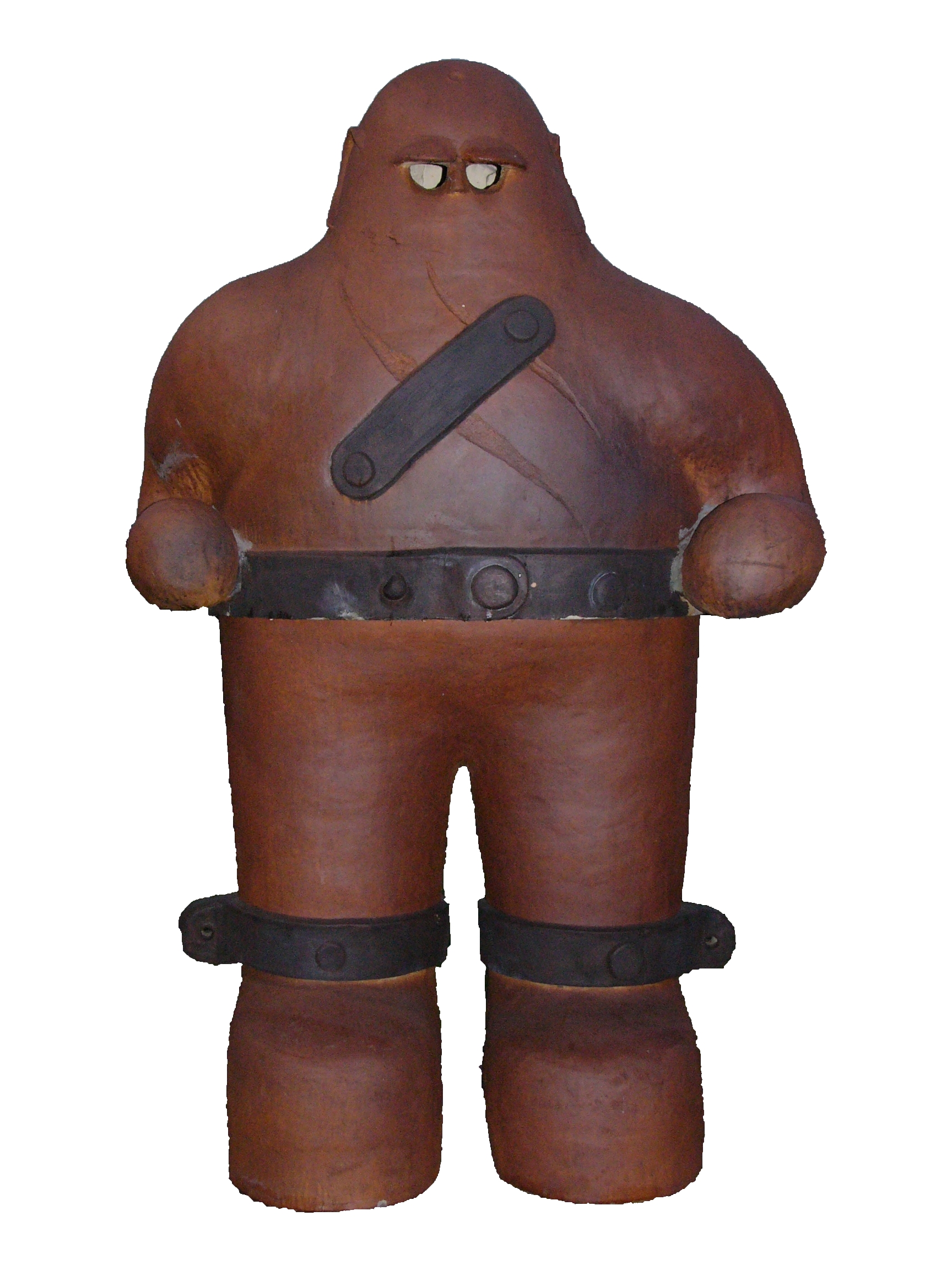
Il Golem di argilla tratto dal film cecoslovacco L'imperatore e il Golem.

Nel classico film cecoslovacco Císařův pekař a pekařův císař (L'Imperatore e il Golem), "Shemhamphorash" viene menzionata come parola ebraica occulta usata per risvegliare il Golem di Rabbi Judah Loew. La parola stessa era scritta su una biglia di metallo che doveva essere inserita nella fronte del Golem per ottenerne il controllo.
Nel film π - Il teorema del delirio, gli esperimenti matematici eseguiti dal personaggio principale risultano in un numero di 216 cifre che sembra essere il Shemhamphorasch, che attira l'attenzione sia di una oscura società di Wall Street che ritiene si possa utilizzare tale numero per predeterminare i prezzi delle azioni, sia di un gruppo di ebrei chassidici che crede il numero possa essere usato per determinare l'Era messianica.